# Setaria montana
Setaria montana là một loài thực vật có hoa trong họ Hòa thảo. Loài này được Reeder miêu tả khoa học đầu tiên năm 1948.